# Molenfeuer Świnoujście

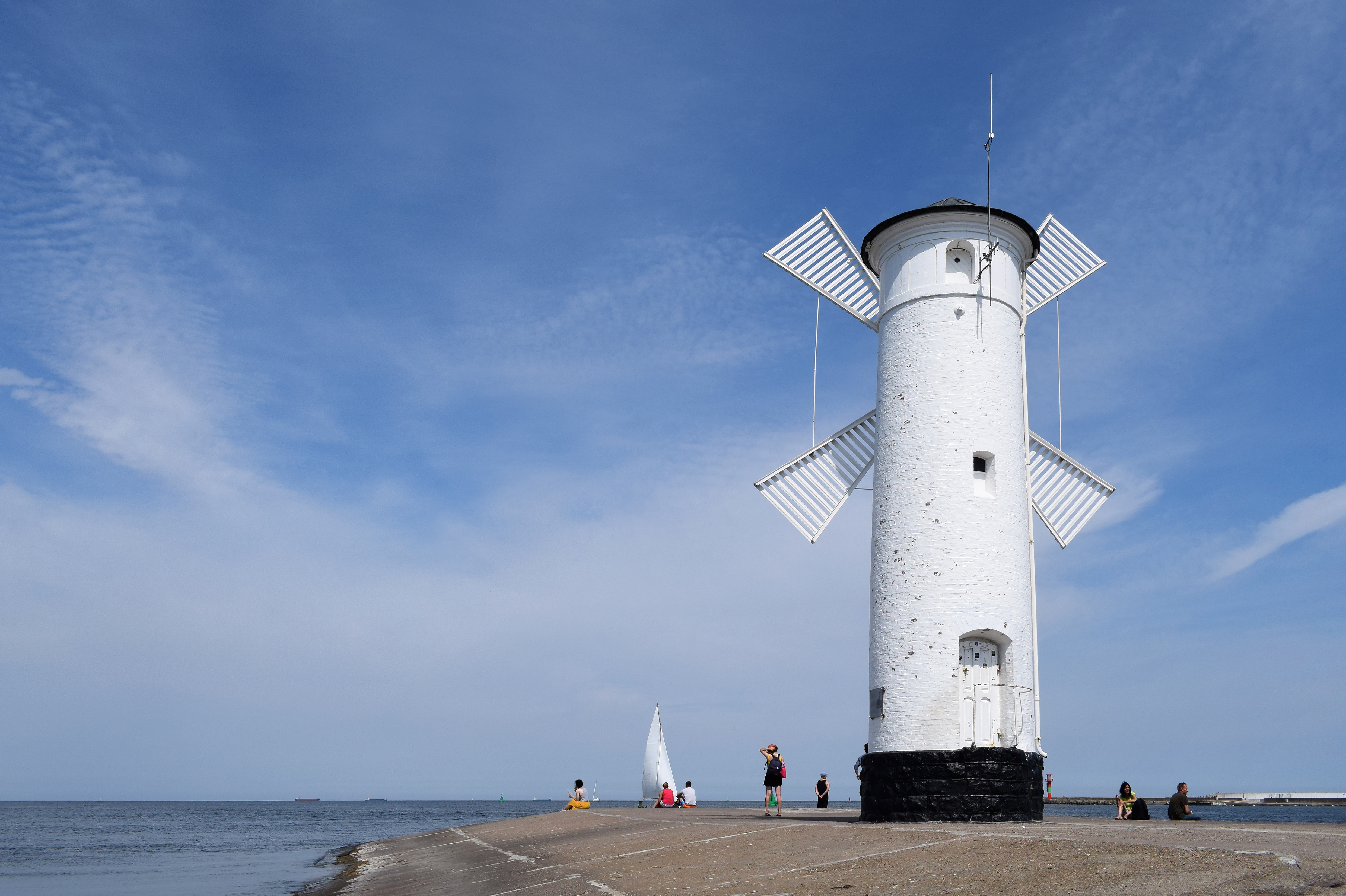
Mühlenbake, 2019

Die Molenfeuer Świnoujście befinden sich auf den Molenköpfen an der Mündung der Świna (deutsch Swine) in Świnoujście (Swinemünde) in Polen. Die Molenfeuer haben die Funktion, den einlaufenden Schiffen die Fahrrinne zu den Vorhäfen und dem Zentrum von Swinemünde zu weisen. Die Mühlenbake (polnisch Stawa Młyny) ist ein Wahrzeichen der Stadt.

## Molenfeuer West / Richtfeuer
An der Mündung der Swine wurde 1877 auf dem Kopf der Westmole eine unbefeuerte steinerne Bake mit drei Flügeln errichtet. Im Jahr 1881 war die Mühlenbake, wie die benachbarten, Galerie-, Land- und Winkbake noch unbefeuert. Im Jahr 1893 wurde nach Hafenvertiefung auf einem Balkengerüst ein viereckiges Häuschen mit schwarzem Dach und umlaufender Galerie, eine Galeriebake, als Oberfeuer errichtet.  Heute befindet sich neben dem alten Steinfundament die Richtfeuer-Bake als Rundturm aus Beton mit außen umlaufender Treppe, oben mit rundem Laternenhaus und weißem Dreieck (Spitze nach unten) als Taglichtzeichen. 1902 erhielt die Mühlenbake als Unterfeuer ein elektrisches Licht. Die Anzahl der Flügel wurde dabei auf vier erhöht und um 45 Grad gedreht.

## Molenfeuer Ost / Zentralmole
Im Jahr 1805 wurde am Kopf des damaligen Ostpackwerkes eine sogenannte Leuchtbude in Betrieb genommen. Es handelte sich dabei um eine etwa sechs Meter hohe Konstruktion aus Holz, die das Licht eines offenen Feuers mit Spiegeln umleitete. Das Packwerk hielt der Ostsee nicht lange stand, mit ihm verfiel auch die Leuchtbude.
Nach fast zehnjähriger Bauzeit wurden 1828 die beiden Molen an der Swinemünder Hafeneinfahrt fertiggestellt. An der Spitze der Ostmole wurde eine Laternenbake errichtet, die schon als Leuchtturm von Swinemünde bezeichnet wurde. Die Feuerhöhe betrug etwa zwölf Meter. Zur Befeuerung wurden mehrere Argand-Lampen eingesetzt, die von je fünf bis sechs halbkreisförmig angeordneten Hohlspiegeln umgeben waren und mit Rapsöl betrieben wurden. Bei günstiger Witterung war die Befeuerung zwischen acht und zwölf Seemeilen weit zu sehen.
Nach dem Krieg wurde die Leuchtfeuertechnik mehrfach modernisiert. 2013 erfolgte die Umbenennung in Zentralmole durch den Neubau des Außenhafens mit einer neuen Ostmole.

## Molenfeuer Ost (neu)
Der Neubau des Außenhafens von 2010 bis 2013 stand im Zusammenhang mit der Regierungspolitik zur Diversifizierung der Lieferungen von Energierohstoffen nach Polen. Die polnische Hafenbehörde investierte in neue Kaianlagen und modernisierte die bestehende Hafeninfrastruktur sowie die Verbesserung der Straßen und den Wiederaufbau der Schieneninfrastruktur.
Der drei Kilometer lange befahrbare Wellenbrecher und die Kaimauer wurden mit einem kombinierten Mauersystem gebaut. Der Außenhafen umfasst ein LNG-Terminal (Liquid Natural Gas) und Hafenanlagen für Schiffe mit einem Tiefgang von 13,5 m und einer Länge von bis zu 300 m.
Der neue Molenkopf trägt das neue rote Molenfeuer, ein elf Meter hoher Stahlturm mit Laternenkopf. Die Anlage ist für den öffentlichen Verkehr nicht zugängig. Für den Betrieb und die Unterhaltung der Molenfeuer ist das Seeamt in Szczecin zuständig.
Zukünftige Erweiterungen in östliche Richtung sind mit einem Tiefwasser Container-Terminal und weiteren Wellenbrechern in der Planung.
Im Sockelgebäude des Leuchtturm Świnoujście befindet sich das Museum für Leuchtturmwesen und Seenotrettung (Muzeum Latarnictwa i Ratownictwa Morskiego) mit umfangreicher Darstellung der Molenfeuer des Hafens.
| Molenfeuer                              | Molenfeuer                              | Molenfeuer        |                              | Baujahr/e | Höhe in m | Höhe in m | Kennung       | Reichweite      | Nummer          |
| Molenfeuer                              | Molenfeuer                              | Molenfeuer        | Bau                          | Baujahr/e | Feuer     |           | Kennung       | Reichweite      | Nummer          |
| --------------------------------------- | --------------------------------------- | ----------------- | ---------------------------- | --------- | --------- | --------- | ------------- | --------------- | --------------- |
| Unterfeuer West Stawa Młyny             | Unterfeuer West Stawa Młyny             | Unterfeuer West   | 53° 55′ 35″ N, 14° 16′ 39″ O | 1877 1902 | 11,3      | 11        | OcW. 10s      | 17 sm (31,5 km) | C 2670 6124     |
| Oberfeuer West Stawa Galeriowa          | Oberfeuer West Stawa Galeriowa          | Neues OF West     | 53° 55′ 18″ N, 14° 16′ 44″ O | 1902 1931 | 24        | 23        | OcOr. 10s     | 17 sm (31,5 km) | C 2670.1 6128   |
| Molenfeuer Ost/ Zentralmole (seit 2013) | Molenfeuer Ost/ Zentralmole (seit 2013) | Zentralmole, 2013 | 53° 55′ 54″ N, 14° 16′ 40″ O | 1805 2000 | 14        | 13        | Fl(2+1)R. 10s | 10 sm (18,5 km) | C 2672 6120     |
| Molenfeuer West Gazoport                | Molenfeuer West Gazoport                | Hafenmole West    | 53° 55′ 55″ N, 14° 16′ 57″ O | 2015      | 11        | 13        | OcG. 6s       | 2 sm (3,7 km)   | C 2672.3 6117   |
| Molenfeuer Ost Gazoport                 | Molenfeuer Ost Gazoport                 | Neue Ostmole      | 53° 56′ 14″ N, 14° 16′ 49″ O | 2015      | 11        | 13        | OcWR. 6s      | 2 sm (3,7 km)   | C 2672.5 6117.5 |

## Galerie

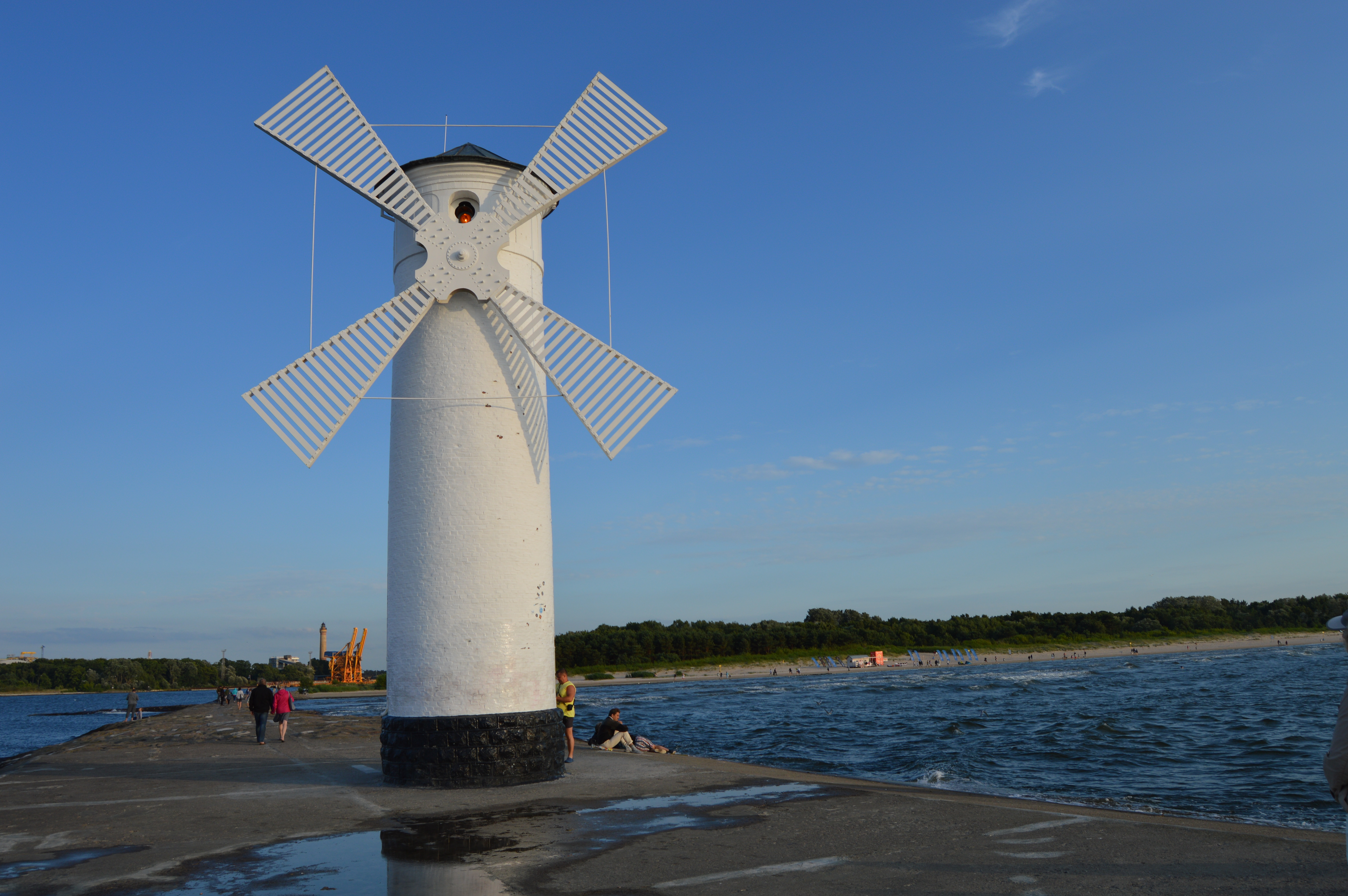
Westmolenfeuer, 2015
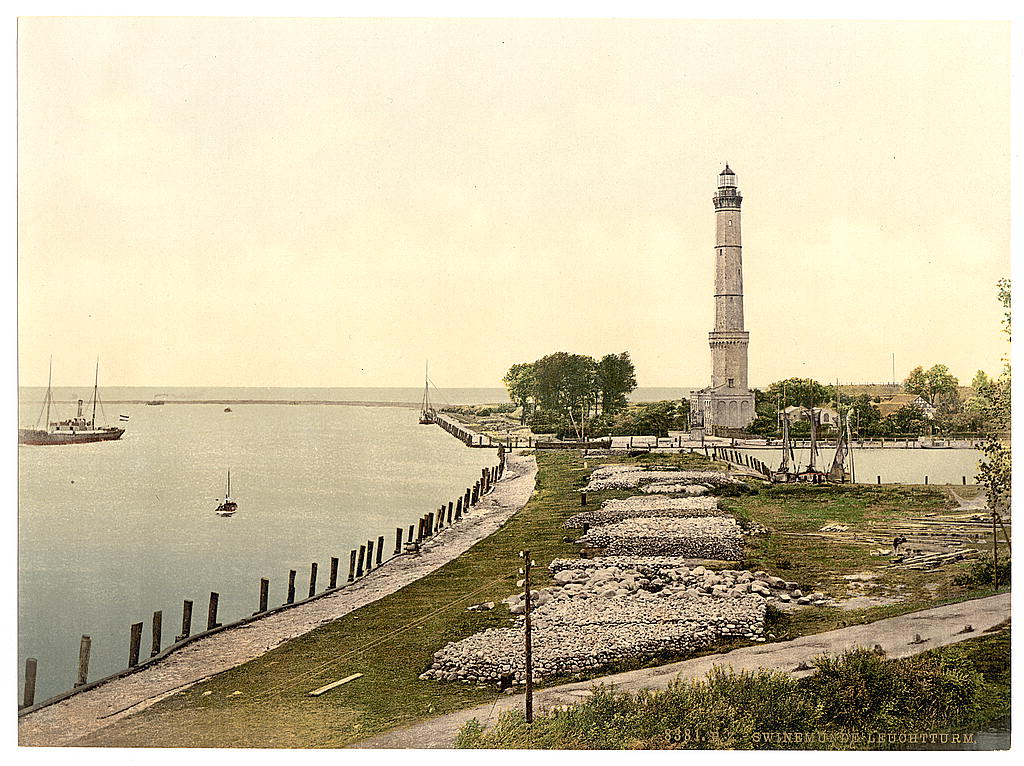
Leuchtturm und Ostmole, um 1900
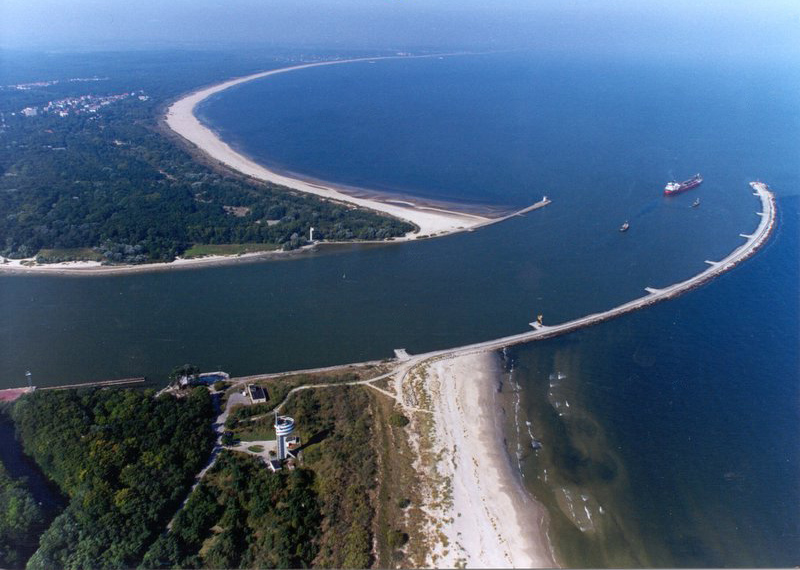
Luftbild der Świna-Mündung, 2006
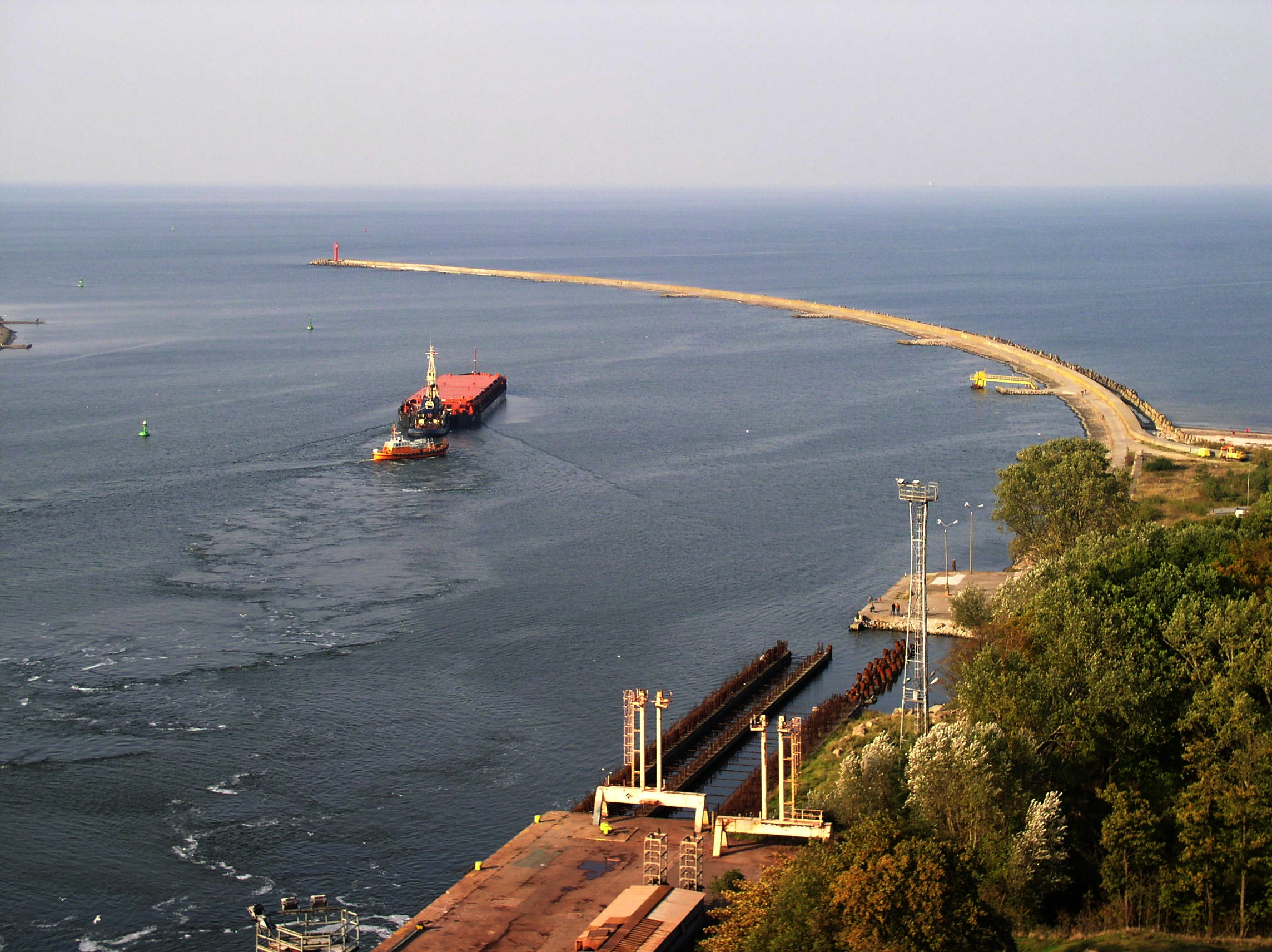
(alte) Ostmole, 2007
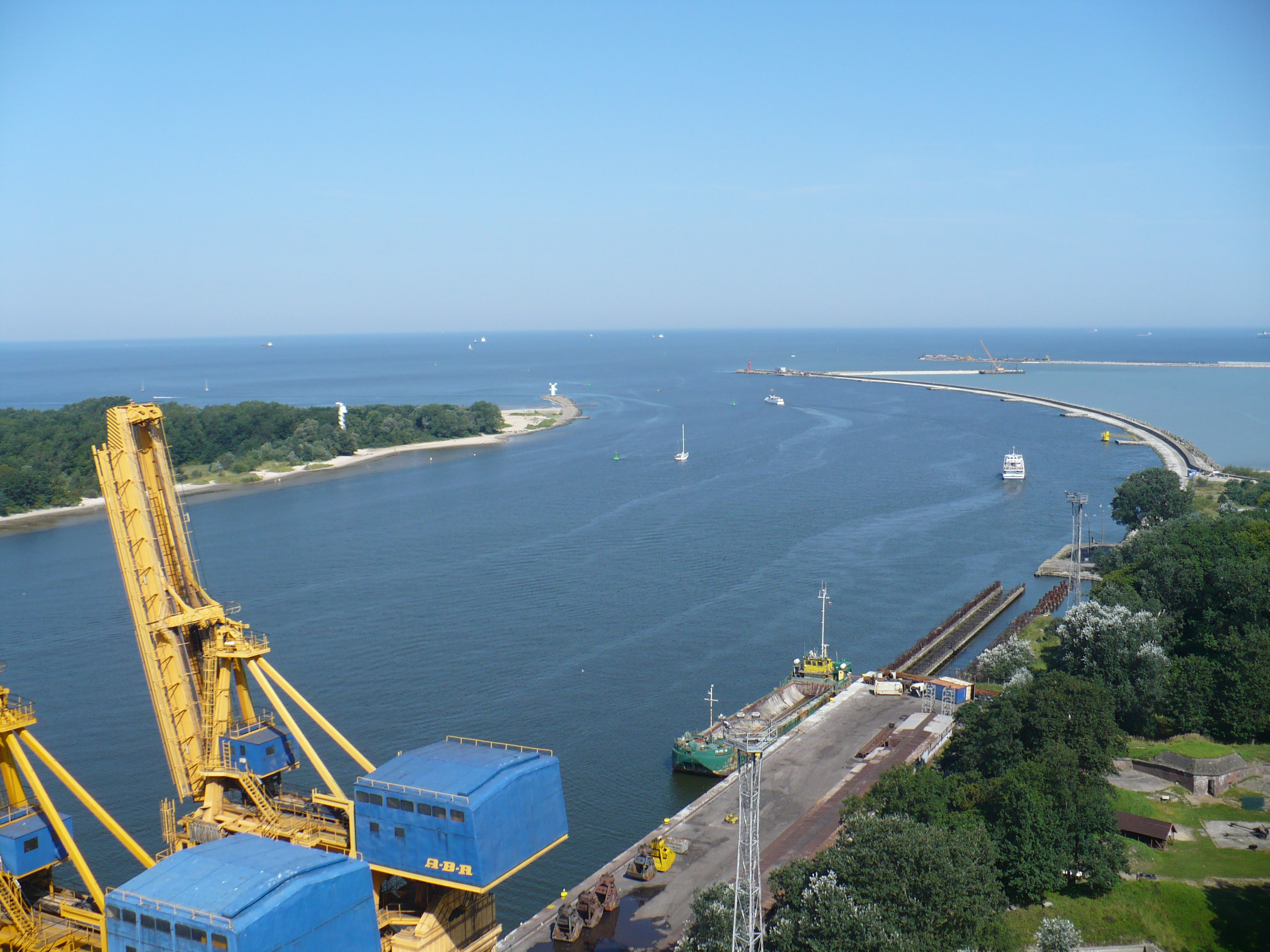
West-, Zentral- und Ostmole, 2012
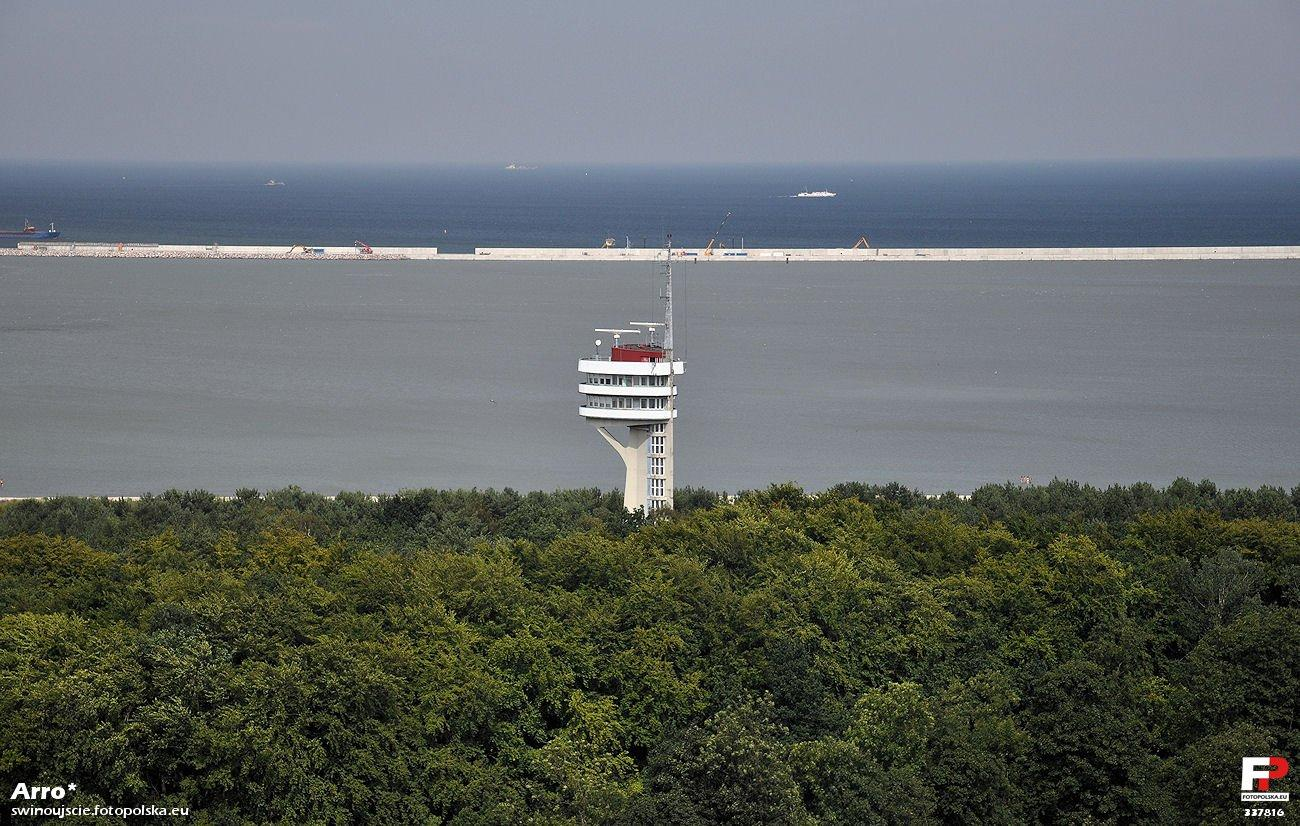
VTS-Turm, dahinter neue Ostmole, 2012